# Володинське сільське поселення (Юргінський район)
Воло́динське сільське поселення (рос. Володинское сельское поселение) — муніципальне утворення у складі Юргінського району Тюменської області, Росія.
Адміністративний центр — село Володино.

## Населення
Населення — 483 особи (2020; 490 у 2018, 512 у 2010, 596 у 2002).

## Склад
До складу поселення входять такі населені пункти:
| Населений пункт     | Населення, осіб (2002) | Населення, осіб (2010) |
| ------------------- | ---------------------- | ---------------------- |
| Володино, село      | 503                    | 454                    |
| Маркелова, присілок | 93                     | 58                     |